# Promecidus linearis
Promecidus linearis är en skalbaggsart som först beskrevs av Linne 1758.  Promecidus linearis ingår i släktet Promecidus och familjen långhorningar.
Artens utbredningsområde är:
- Botswana.
- Lesotho.
- Moçambique.
- Swaziland.
- Zimbabwe.

Inga underarter finns listade i Catalogue of Life.